# Ohene Kennedy
Ohene Kennedy (28 de abril de 1973) é um ex-futebolista profissional ganês que atuava como atacante.

## Carreira
Ohene Kennedy representou a Seleção Ganesa de Futebol nas Olimpíadas de 1996.